# Recht van opstand
Het recht van opstand is het idee dat weerstand tegen een onrechtvaardig regime gerechtvaardigd is. Naast het actieve recht van opstand wordt wel het passieve recht van burgerlijke ongehoorzaamheid onderscheiden, ook wel geweldloos verzet. De criteria voor een rechtvaardiging van dit recht bestaan veelal uit hoe de heerser het volk behandelt, waarbij volk tot de Moderne Tijd overigens slechts de bovenklasse of gegoede burgerij betrof, over het algemeen vielen arbeiders, vrouwen en slaven daarbuiten. Ook de raison d'État of het staatsbelang is veelvuldig als criterium aangehaald. Deze vormen van legitimatie zijn echter ook vanuit opportunisme gebruikt, veelal achteraf om machtsovernames te rechtvaardigen, waarbij niet de nobele principes, maar macht de drijfveer was.
De afweging tussen machtsmisbruik en despotische, tirannieke overheersing enerzijds en vrede en stabiliteit anderzijds is daarbij door veel denkers gemaakt. De idealisten ontwikkelden een verzetstheorie die de mogelijkheid moest bieden om een slecht regime af te zetten. Ook zij zagen echter de gevaren, zodat bij hen het recht van opstand veelal aan voorwaarden is gebonden.

Bij de realisten ligt de nadruk op het afschrikwekkende alternatief van een slecht regime, zoals anarchie en burgeroorlog, maar ook wel het idee dat de heerser over een goddelijk recht beschikt. Ook de mogelijkheid dat niet politieke, maar persoonlijke motieven als machtslust de eigenlijke drijfveer zijn, is daarbij van belang. Onder strenge voorwaarden zien veel realisten echter ook enig recht van opstand.

De verzetstheorie is niet alleen als abstract ideaal ontwikkeld, maar ook als rechtvaardiging na een geslaagde regimewisseling. In het geval van een geslaagde machtsovername kan echter sprake zijn van het gevaar waar lord Acton voor waarschuwde, dat alle macht ertoe neigt om te corrumperen en dat absolute macht absoluut corrumpeert. Het gebeurt dan ook dat een nieuwe macht nieuwe onlusten op dezelfde wijze onderdrukt als de oude macht, een gevaar waar realisten veel voor waarschuwen.

## Natuurrecht
Afhankelijk van het standpunt over de wenselijkheid wordt dit recht wel of juist niet gezien als natuurrecht, recht dat niet voortkomt vanuit een overheid, maar van nature gegeven is. Legitimiteit en rechtvaardiging zijn belangrijk bij het bepalen of het recht van opstand een natuurrecht is. De legitimatie kan zover doorgevoerd zijn, dat het niet slechts als een recht, maar zelfs als plicht wordt gezien om in verzet te komen tegen een overheid die haar onderdanen onderdrukt.

## Positief recht
In een aantal gevallen is het onderdeel van het positieve of vigerende recht van een land. Opname van het recht van opstand in het vigerende recht wordt wel als problematisch gezien, vanwege het mogelijk destabiliserende effect en het conflict met het geweldsmonopolie van de staat. Ook zou het in een democratie met volkssoevereiniteit minder relevant zijn, omdat er middelen als het kiesrecht zijn om zich te ontdoen van een regering. Desondanks zijn er landen waar het onderdeel is van de wetgeving, zoals in artikel 20.4 van de Duitse grondwet. Deze stelt:
Gegen jeden, der es unternimmt, diese Ordnung zu beseitigen, haben alle Deutschen das Recht zum Widerstand, wenn andere Abhilfe nicht möglich ist.
Het aantal landen waarbij het recht van opstand in enige vorm onderdeel is van de grondwet varieert, maar ligt zo rond de 20%.

## Geschiedenis

### China
In China werd wel het Hemels Mandaat (tianming, 天命) als legitimatie gebruikt, veelal achteraf om machtsovernames te rechtvaardigen. Dit mandaat – dat te danken zou zijn aan de hertog van Zhou – zou slechts gelden als de door de Hemel verkozen en gezegend keizer deugdig heerste. Als dit niet zo was, dan gaf de Hemel het mandaat aan iemand anders en werd deze keizer.

Bijzonder in China is ook het schijnbaar structurele karakter van opstanden. Deze kwamen in China vaker, heftiger en langduriger voor dan in de rest van de wereld en bleken daarbij in staat om regimes omver te werpen zonder de bestaande sociaal-politieke structuur te veranderen, iets wat elders zelden succesvol was. Zo eindigden de dynastieën van de Qin, Westelijke Han, Oostelijke Han, Sui, Yuan, Ming en Qing door opstanden, terwijl ook binnen dynastieën vele regimes zo aan hun einde kwamen, zonder dat hierbij de staat wezenlijk veranderde. Doordat de geschiedschrijving beïnvloed werd door de heersende dynastieën, is echter onduidelijk in hoeverre de laatste keizers van afgezette dynastieën werkelijk zo boosaardig waren als de overlevering ze schetst en daarmee in hoeverre er werkelijk sprake was een schijnbaar cyclische geschiedenis.

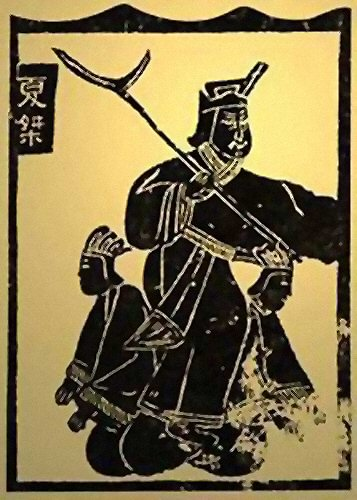
Jie met een ji, symbool van onderdrukking, en zittend op twee hofdames, symbool van machtsmisbruik

Mencius (372-289 v.Chr.), na Confucius zelf de belangrijkste confucianistische denker, leefde tijdens de Periode van de Strijdende Staten. Hij gaf net als Confucius de voorkeur aan een regering geselecteerd op basis van bekwaamheid in plaats van afkomst of verkiezing door het volk. Dit omdat in het laatste geval het gehele volk onderwezen zou moeten worden en in het eerste geval de heersende elite volstaat. Desondanks is de rol van de heerser bij Mencius ondergeschikt aan die van het volk, om wiens welzijn het draait. In de Mencius veroordeelt hij dan ook de tirannie:
Koning Xuan van Qi vroeg:‘Tang verbande Jie en koning Wu onderwierp Zhou. Is dat zo?’ Mencius antwoordde: ‘Zo staat het in de overlevering.’ ‘Is het dan geoorloofd dat een onderdaan (chen) zijn vorst (jun) doodt?’ ‘Wie de menselijkheid (ren) geweld aandoet, wordt een rebel genoemd. Wie plichtsbesef (yi) geweld aandoet, wordt een onderdrukker genoemd. Rebellen en onderdrukkers noemt men gewone individuen. Ik heb gehoord dat het individu (fu) Zhou werd terechtgesteld (zhu), ik heb niet gehoord dat een vorst werd vermoord (shi).’''
Er was dus volgens Mencius geen sprake van koningsmoord (shijun), aangezien Zhou door zijn wreedheid het mandaat verloren had om te regeren en daarmee feitelijk geen koning (jun) was en ver verwijderd van het ideaal van wangdao door een sage, enigszins vergelijkbaar met de filosoof-koning van Plato. De Chinese historiografie werd dan ook beschreven volgens het vaste patroon van een steeds terugkerende dynastieke cyclus. De eerste keizer verkreeg het Hemels Mandaat door zijn kwaliteiten, maar zijn opvolgers bezaten steeds minder kwaliteiten en de laatste keizer werd ten slotte als gevolg van wanbestuur afgezet. Het Hemels Mandaat kwam daarna toe aan de eerste keizer van de nieuwe dynastie, die zo de nieuwe Zoon des Hemels werd.
Niet voor iedereen was deze uitleg van Mencius aanvaardbaar, omdat het usurpatie van de macht zou legitimeren, een probleem dat voor de realisten tot de dag van vandaag een belangrijke rol zou blijven spelen. Daarnaast kan dit uitgelegd worden als overwinnaarsrecht, of 成者為王，敗者為寇, Hij die wint, wordt koning, hij die verliest een bandiet. Dit maakt dat de Chinese historiografie voorzichtig benaderd moet worden, omdat mogelijk de beschrijvingen zo zijn gekozen dat aan de dynastieke cyclus werd voldaan.

### Oudheid

#### Grieken

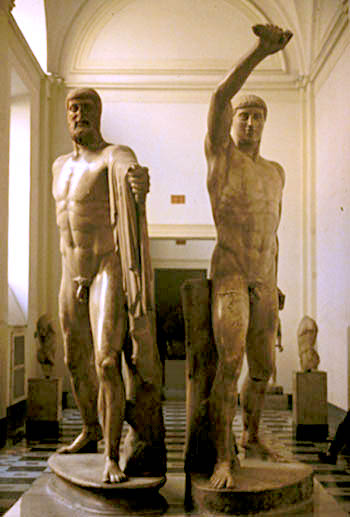
Standbeelden van Harmodius en Aristogiton, de eerste bekende tirannendoders

De Grieken kenden het principe van tirannicide waarbij een tiran of despoot werd omgebracht. Legitimatie van het recht van opstand speelde daarbij een belangrijke rol om het te onderscheiden van koningsmoord of regicide. Harmodius en Aristogiton zijn de eerst bekende tirannendoders doordat zij in 514 v.Chr. in het oude Athene de tiran Hipparchus vermoordden. Waarschijnlijk hadden zij echter geen politieke motieven, maar was het een crime passionel. De broer van Hipparchus, Hippias, bleef dan ook nog enkele jaren aan de macht. Toen echter enkele jaren later in 510 v.Chr. Hippias verdreven werd door Clisthenes, werden Harmodius en Aristogiton als nationale helden gehuldigd als tirannendoders en gevierd als helden van de democratie die de isonomos, de gelijkheid voor de wet, hadden teruggebracht. Dit ondanks dat Herodotus en Thucydides deze historische dwaling bestreden. Thucydides stelde dat het bestuur van Hippias voortreffelijk was geweest en dat het juist de moord was die het bewind drukkend maakte.

Voor de Atheners met hun afkeer van tirannen zou tirannicide daarna echter een nobele daad blijven. Dit is terug te vinden in de populaire cultuur met onder meer beelden en lofzangen van Harmodios en Aristogeiton, maar ook bij filosofen als Plato en Aristoteles die een ideologische rechtvaardiging boden voor de tirannenmoord. Nadat tijdens de Peloponnesische Oorlog de democratie hersteld was na de Oligarchische Revolutie in 411 v.Chr., werd door Demophantos een decreet uitgevaardigd waarin werd bepaald dat alle Atheners een eed moesten zweren dat zij eenieder die de democratie omver wierp, zouden doden, en eenieder die dit had gedaan, zouden belonen als Harmodius en Aristogiton.
In Staat of Politeia (380 v.Chr.) onderscheidde Plato (ca. 427–347 v.Chr.) in zijn zoektocht naar de ideale staat vijf staatsvormen. In volgorde van degeneratie zijn dit:
1. aristocratie of koninklijk, deugdzaam bestuurd, het belang voor de staat voorop, de ideale staat;
2. timocratie, waar het belang van aanzien toeneemt. Met ambitie neemt de kwaliteit van het bestuur af;
3. oligarchie, bestuurd door rijken;
4. democratie, gebaseerd op te veel vrijheid;
5. tirannie, waarbij iedereen onderworpen is aan een man, wat onvermijdelijk leidt tot uitbuiting en slavernij. Tirannie is de hoogste vorm van immoraliteit.

De overgang van de ene staatsvorm naar de andere vindt steeds plaats door een revolutie. Opmerkelijk genoeg benoemde Plato voor de laatste staatsvorm geen mechanisme van revolutie. Een mogelijke reden hiervoor is dat het hem meer ging om de beschrijving van de verschillende staatsvormen. Wel gaf hij aan wat er moest gebeuren in een democratie om te voorkomen dat men afgleed naar een tirannie:
En dus moet een goede arts en wetgever van een stad met vooruitziende blik eerst en vooral voorkomen, als een kundige imker, dat deze twee groepen verrijzen, maar als zij verrijzen, hen zo snel mogelijk wegsnijden, raat en al.
Plato zag de filosoof-koning als ideale leider van zijn ideale staat. Hierover liet Plato in Staat Socrates (470-399 v.Chr.) zeggen:
Zolang ofwel wijsgeren geen koningen zijn in hun land, ofwel zij, die nu de titel van koningen of machthebbers dragen, geen echte en volwaardige wijsgeren zijn; zolang de politieke macht niet in eenzelfde persoon samenvalt met de filosofie; en zolang aan de menigvuldige naturen die nu een van beide zonder de andere nastreven, niet met geweld de weg wordt versperd - zolang ook, mijn waarde Glauco, komt er geen eind aan de kwalen die de staten, ja, naar ik meen, de gehele mensheid, teisteren.
Een mogelijkheid hiertoe deed zich voor toen Plato uitgenodigd werd door Dionysios I (ca. 430–367 v.Chr.), de tiran van Syracuse op Sicilië, op aandringen van diens belangrijkste raadgever, de filosoof Dion (ca. 410–354 v.Chr.). Dion nam uiteindelijk de macht over, maar om die te behouden, zag hij zich genoodzaakt zelf zijn toevlucht te nemen tot tirannieke methoden en werd hij al snel omgebracht.
Aristoteles (384–322 v.Chr.), leerling van Plato, onderscheidde in Politika (350 v.Chr.) drie staatsvormen. Deze drie hadden elk een goede en een slechte vorm, die ook weer onderverdelingen kenden. In deze extreme vorm kwamen ze niet voor, het waren ideaaltypes:
| Aantal          | Algemeen belang        | Eigenbelang |
| --------------- | ---------------------- | ----------- |
| Een (monarchie) | koningschap (basileus) | tirannie    |
| Enigen          | aristocratie           | oligarchie  |
| Allen           | politeia               | democratie  |

Tirannie is bij Aristoteles dus de slechte tegenhanger van de ideale staatsvorm, de monarchie. Daarmee is het moeilijk een duidelijke definitie van de twee te maken en is dit meer afhankelijk van de steun vanuit de bevolking. Tirannicide ziet hij vooral als een daad van hen die uit zijn op persoonlijk gewin, terwijl degenen die handelen vanuit het algemeen belang zeldzaam zijn. Aristoteles beschrijft de mechanismes van een tirannie en alle manieren waarop een tiran zijn wreedheid kan verbloemen om zo zijn heerschappij te verlengen, waarmee het bijna een handleiding voor de tiran wordt. Het advies komt er echter op neer dat de tiran in een rechtvaardige koning moet veranderen om aan de macht te blijven. Hoewel hij tirannie als slechtste staatsvorm beschouwd, lijkt hij huiverig voor revolutie en de chaos die daarmee gepaard gaat. Aristoteles spreekt zich dan ook niet expliciet uit over het recht van opstand tegen tirannie, maar beperkt het tot:
geen vrij man ondergaat een dergelijke heerschappij vrijwillig.
Over de vraag of hij hier een descriptieve of een normatieve uitspraak doet, verschillen de meningen.

#### Romeinen
Ook in Rome zagen filosofen als Cicero (106-43 v.Chr.) het ombrengen van een dictator die zijn macht niet wilde afstaan als een goede zaak. Cicero stond tijdens de dictatuur van Caesar (100-44 v.Chr.) een terugkeer naar de Republiek voor. In De officiis (44 v.Chr.) stelde Cicero onder meer:
In het geval van Phalaris is een oordeel heel eenvoudig. Er is geen bondgenootschap met tirannen, integendeel, er is de grootste verwijdering, aangezien het niet in strijd is met de natuur om iemand te beroven, indien mogelijk, die op morele gronden gedood zou mogen worden, en zodoende moet deze verderfelijke plaag uitgeroeid worden uit de menselijke samenleving.
Tijdens de moord op Caesar door Brutus (85-42 v.Chr.) in 44 v.Chr. zou deze sic semper tyrannis hebben geroepen, zo vergaat het tirannen altijd. Hoewel betwijfeld wordt of Brutus deze uitspraak werkelijk heeft gedaan, is dit daarna diverse malen als motto gebruikt om vermeende tirannen te bestrijden. Brutus bereikte niet zijn gewenste resultaat om een einde te maken aan de militaire dictatuur en de Republiek te herstellen. Het Keizerrijk werd onder Augustus (63 v.Chr.-14 n.Chr.) een feit. In de jaren daarna werden nog vele malen onder het mom van het bestrijden van tirannisme aanslagen gepleegd op keizers, maar hierbij was veelal slechts sprake van persoonlijke motieven om de macht over te nemen.
Seneca (ca. 4 v.Chr.-65 n.Chr.) laat Hercules in Hercules Furens zeggen:
geen groter, rijker slachtoffer kan opgeofferd worden aan Jupiter dan een onrechtvaardig koning.
Gezien zijn diensten voor Nero (37-68) leverde hem dat echter al in de oudheid de beschuldiging van hypocrisie op. Dio (ca. 155-na 229) schreef in Romeinse geschiedenis:
Niet alleen daarin, maar ook in andere opzichten werd hij ontmaskerd als iemand die alles volkomen tegengesteld deed aan wat hij als filosoof beweerde. Want terwijl hij tirannie aan de kaak stelde, werd hij tirannenleraar, terwijl hij tekeer ging tegen hen die met despoten verkeerden, bleef hijzelf niet weg van het paleis. Terwijl hij vleiers verketterde, had hij voortdurende gepoogd bij Messalina en de exslaven van Claudius in de gunst te komen, zodat hij hun zelfs een geschrift vanuit het eiland stuurde dat hun lof zong. Later verdoezelde hij het uit schaamte. Hij stelde de rijken aan de kaak, maar verwierf een bezit van 300 miljoen sestertiën. Hij keurde de weeldezucht van de anderen af, maar had vijfhonderd tafels van citroenhout met drie poten van ivoor en daarop liet hij spijzen opdienen.
Ook Plutarchus (ca. 46-ca. 120) geeft in Parallelle Levens (ca. 96) diverse malen uiting aan zijn afkeer van tirannen.
De beste analyse in de oudheid van tirannie is echter waarschijnlijk die van Tacitus (ca. 56-117). In veel van zijn werken lijkt de onderliggende vraag waarom het principatus van Augustus (63 v.Chr.-14 n.Chr.) is overgegaan naar de tirannie van het dominatio van keizers als Tiberius (42 v.Chr.-37 n.Chr.) tot Domitianus (51–96).
Tacitus had bewondering voor de geweldloze tegenstand van de stoïcijnen tegen de keizerlijke tirannie, zoals van senator Thrasea (?-66) tegen Nero. Anderzijds zag hij hun martelaarschap als zinloos.

Hoewel Tacitus een sterke afkeer had van tirannie, riep hij niet op tot verzet, maar gaf de voorkeur aan het wachten op betere tijden, zoals voor hem aanbraken onder de keizers Nerva en Trajanus. In Historiae laat hij generaal Cerialis tegen de Treveri en Lingonen zeggen:
[...] zoals u onvruchtbaarheid of te veel regen en andere natuurrampen verdraagt, zo ook de verkwisting of de hebzucht van uw overheersers. Er zullen tekortkomingen zijn zolang er mensen bestaan, maar deze duren niet eeuwig en worden vergoed door de tussenkomst van betere tijden [...]
Opmerkelijk is dat zijn veelzijdigheid en complexiteit het toelieten dat latere denkers met tegenstelde politieke opvattingen Tacitus aanhaalden om hun standpunt kracht bij te zetten.

### Christendom
De rechtvaardige oorlog (bellum iustum) was een Romeins concept dat in de christelijke traditie geïntegreerd werd door Augustinus (354-430) in De civitate Dei (tussen 413 en 426). Op basis van een uitspraak van Paulus (ca. 3-64 of 67) in het Nieuwe Testament, Romeinen 13:1-7, waarin wordt gesteld dat iedereen het gezag van de overheid moet erkennen, zag Augustinus echter net als veel andere kerkvaders geen recht van opstand. Met het Decretum Gratiani (1140) van Gratianus werd de rechtvaardige oorlog onderdeel van het canoniek recht.
Thomas van Aquino (1225-1274) werkte dit verder uit in Summa Theologiæ (1265). In Secunda secundae wordt in Artikel 1 van Vraag 40 de vraag gesteld of het altijd zondig is om oorlog te voeren. In eerste instantie wordt aan de hand van vier bezwaren gesteld dat dit het geval is. Daarop volgt echter het Sed contra (integendeel) van Aquino. Drie kenmerken stonden centraal: de oorlog moest worden verklaard door een legitieme autoriteit, worden gevoerd voor een rechtvaardig doel, en met een juiste intentie. Aquino beperkte zich niet tot de strijd tussen staten, maar stelde dat een tiranniek regime, geleid door eigenbelang, volgens dezelfde principes omvergeworpen mocht worden en dat hierbij geen sprake was van een opstand, omdat het algemeen belang niet werd gediend door het tiranniek regime. Wel moet men hierbij voorzichtig zijn, om te voorkomen dat de onrust grotere schade teweegbrengt dan de tirannie. Aquino erkende Romeinen 13:1-7, maar stelde daarop in Scriptum super Sententiis (1256) dat er twee mogelijkheden zijn waarbij christenen de wereldlijke macht niet hoeven te gehoorzamen. Dit kan zijn als de macht niet op de juiste manier is verkregen (tyrannus in titula), of als deze verkeerd gebruikt wordt (tyrannus in regimine). Niet alleen dat, met een verwijzing naar Cicero geeft hij aan dat diegene die een tiran doodt, zal worden geprezen en beloond.
Johannes van Salisbury (1120–1180), secretaris van Thomas Becket (ca. 1118–1170), verdedigde in Policraticus (ca. 1159) enerzijds het goddelijke recht van vorsten, maar dat ook zij zich moeten houden aan de wil van God en de Kerk. Zodra zij daar tegenin gaan, is tirannicide geoorloofd.
In de Middeleeuwen werd wel het onderscheid gemaakt dat de koning twee lichamen had, een politiek lichaam (body politic) en een natuurlijk lichaam (body natural). Hoewel dit niet bedoeld was om koningsmoord te legitimeren, kon door dit onderscheid Karel I in 1649 geëxecuteerd worden zonder dat het Britse koningschap in gevaar kwam. In 1793 bleek dit niet mogelijk met de executie van Lodewijk XVI waarmee dan ook een einde kwam aan het Franse koningschap.
Over het algemeen huldigde de Rooms-Katholieke Kerk het standpunt dat tirannie ondergaan moest worden. Zo werd tijdens de vijftiende sessie van het concilie van Konstanz (1414-1418) een betoog veroordeeld dat tirannicide goedkeurde. Dit betoog kwam van Jean Petit (ca. 1360−1411), die daarmee Jan zonder Vrees (1371–1419) verdedigde die Lodewijk I van Orléans (1372-1407) had laten vermoorden in de strijd tussen de Bourguignons en de Armagnacs.
De Kerk zelf verweerde zich in een aantal gevallen wel tegen het wereldlijk gezag en in een aantal gevallen werden staatshoofden geëxcommuniceerd. Dit gold onder meer voor keizer Hendrik IV (1050-1106) tijdens de investituurstrijd en Elizabeth I van Engeland (1533–1603) met de pauselijke bul Regnans in excelsis uit 1570. Deze bul was een reactie op de Act of Supremacy van 1559, waarin de Anglicaanse Kerk onafhankelijk werd van Rome en rechtstreeks onder het gezag van de Engelse monarch kwam te staan.
Het middeleeuwse constitutionalisme kende het weerstandsrecht (jus resistendi), dat passief verzet toeliet tegen een vorst die inbreuk maakte op de vrijheden van zijn onderdanen. Vooral met de verschriftelijking in de 12e eeuw brak dit recht door onder druk van de stedelijke commune-beweging. In Vlaanderen werd graaf Willem Clito in 1128 een eedbreker genoemd en stond gravin Mathilde in 1191 een charter toe aan Gent dat trouw aan de vorst afhankelijk maakte van een rechtvaardige en redelijke behandeling. In het hertogdom Brabant werd dit weerstandsrecht reeds vroeg op schrift gesteld en maakte het stevig deel uit van de constitutionele traditie. Verschillende keren sloten de steden zich aaneen in liga's om vorstelijke rechtenschendingen te bestrijden. De Keure van Kortenberg uit 1312 bepaalde dat de grote en kleine lieden van de steden geen onderdanigheid verschuldigd waren aan de hertog als deze de verplichtingen onder het charter brak. In het Prinsbisdom Luik stelde de Vrede van Fexhe uit 1316 een gelijkaardig weerstandsrecht in.

### Reformatie

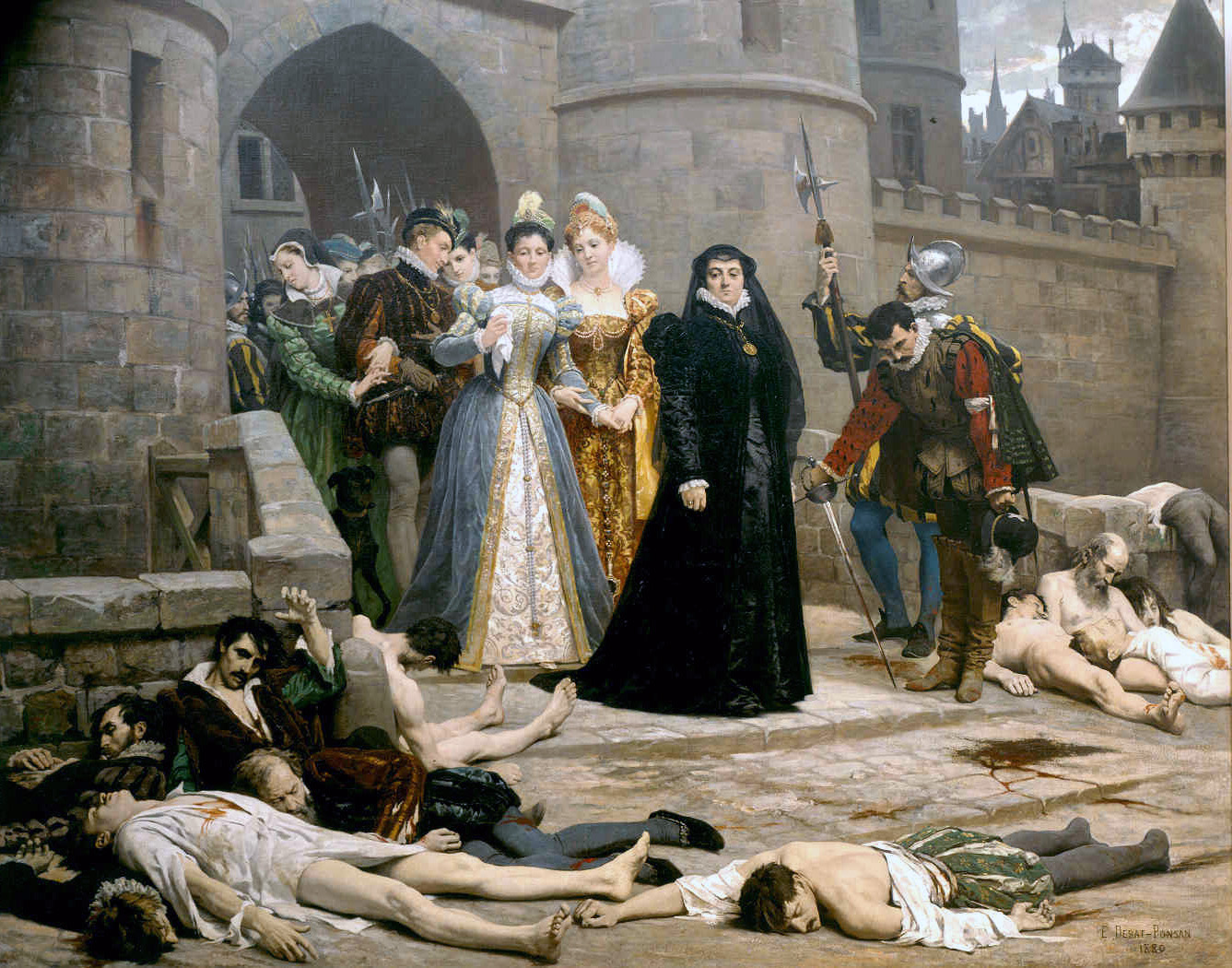
Op een dag voor de poort van het Louvre, Édouard Debat-Ponsan, 1880. Catharina de' Medici kijkt neer op enkele slachtoffers van de Bartholomeusnacht
De reformatie en de daaruit volgende opstanden zetten een nieuwe theorievorming in gang over het recht van opstand

In de Vroegmoderne Tijd in Europa waren het allereerst de protestanten die hierover ideeën ontwikkelden onder invloed van onderdrukking. Een vroege opstand was de Duitse Boerenoorlog (1524-1525) die mede geïnspireerd was door Von der Freiheit eines Christenmenschen (1520) van Luther (1483–1546). Luther ging echter uit van geweldloos verzet en schreef in reactie daarop Wider die Mordischen und Reubischen Rotten der Bawren (1525) waarin hij zich uitsprak tegen de boeren en voor de rechten van de vorsten. Hij kreeg daarop veel kritiek, maar het maakte de weg vrij voor geleidelijke hervormingen in Duitsland aangezien Luther, met wat later zijn tweerijkenleer werd genoemd, kerk en overheid als gescheiden zag. In 1523 schreef hij daarover in Von weltlicher Obrigkeit, wie weit man ihr Gehorsam schuldig sei. Volgens Luther volgt de noodzaak om de overheid te gehoorzamen uit Romeinen 13. Maar dat beperkt zich slechts tot wereldse zaken en betreft niet het geloof. Verzet is echter niet toegestaan. Voor hen die zich hier niet in konden vinden, bleef het ius emigrandi over, het recht om te emigreren, wat daarna bevestigd werd in de Godsdienstvrede van Augsburg (1555). Voor de situatie in Frankrijk en de Nederlanden betekende dit echter dat men op zoek moest naar een andere ideoloog.
Calvijn (1509–1564) was aanvankelijk ook van mening dat men zich moest onderwerpen aan het vorstelijk gezag. De maatregelen in Frankrijk tegen de hugenoten schokten hem echter diep, waarop hij zich in 1536 met Institutio richtte tot koning Frans I. Verzet zag hij voorbehouden aan de lagere overheden, de magistraten, en niet aan de individuele mens. Dat verzet voorbehouden is aan magistraten, betekent niet dat een koning altijd gehoorzaamd moet worden, gehoorzaamheid aan God gaat voor. Vijfentwintig jaar later, aan de vooravond van de hugenotenoorlogen (1562–98), lijkt het standpunt van Calvijn te verharden in zijn uitleg van het boek Daniël in zijn Praelectiones (1561). Daarin stelde hij dat aardse vorsten hun macht verspelen als ze tegen God in opstand komen. Calvijn bleef echter erg voorzichtig en riep niet op tot verzet. Verzet was voorbehouden aan magistraten, voor alle anderen was het een misdaad.

Desondanks ontwikkelden de monarchomachen, hugenootse juristen, het idee van volkssoevereiniteit. Na de Bartholomeusnacht van 1572 werd dit uitgewerkt tot de theorie van tirannicide of tirannenmoord waarin zij zich keerden tegen de absolute monarchie. Hotman (1524-1590) stelde dat koningen altijd al aan werden gewezen door een volksvergadering en dat als zij zich aan de wet onttrokken, verzet gerechtvaardigd was.

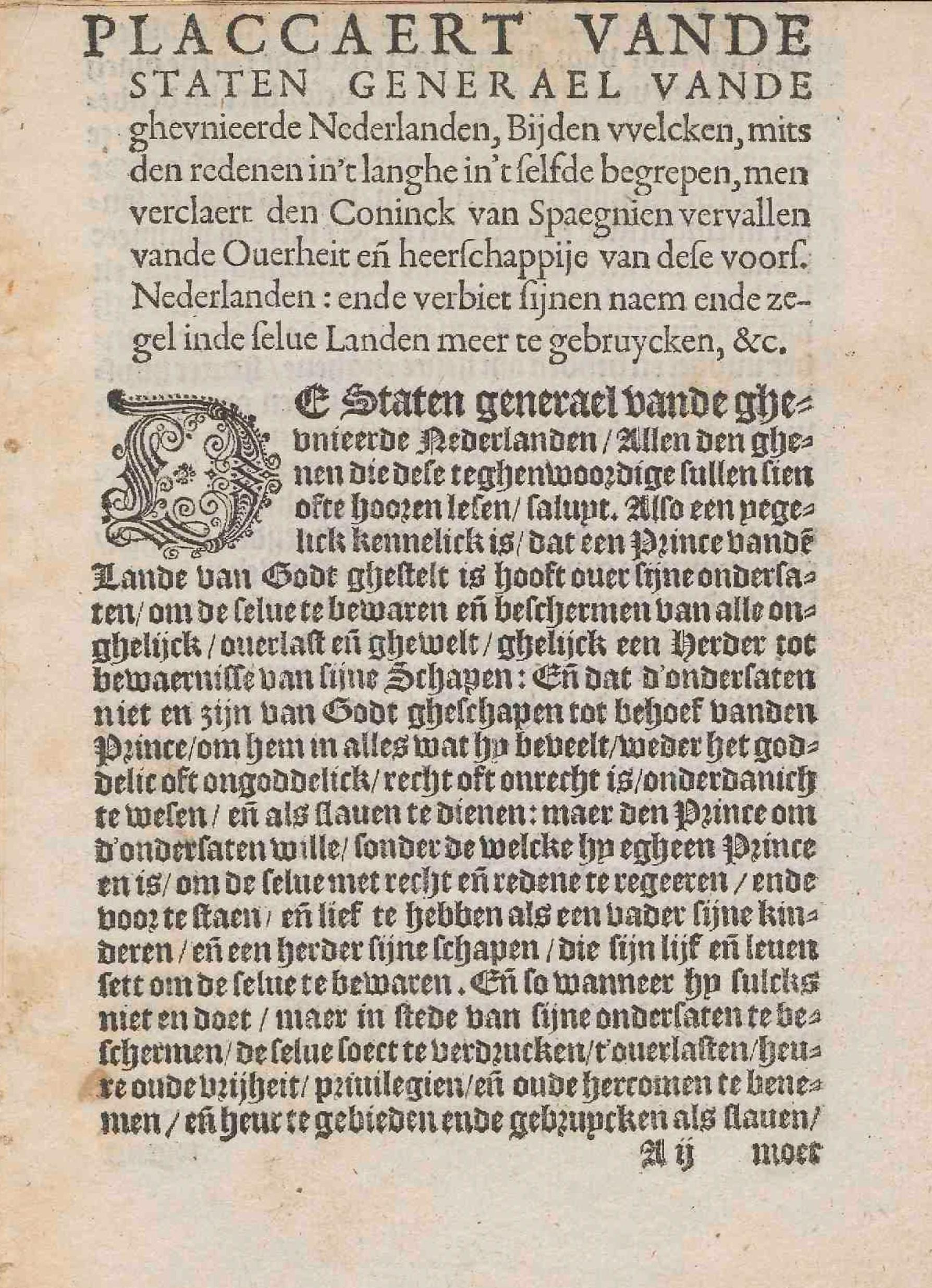
De eerste pagina van de gedrukte versie van het Plakkaat van Verlatinghe

Een andere monarchomach, Mornay (1549-1623) schreef mogelijk Vindiciae contra tyrannos (1579), de verdediging van de vrijheid tegen tirannen. Dit was een belangrijke stap in de protestantse visie op burgerlijke ongehoorzaamheid. Deze tekst beïnvloedde Villiers bij het schrijven van de Apologie van Willem van Oranje (1580). De apologie vormde weer de basis voor het Plakkaat van Verlatinghe van 1581. Waar men eerder stelde dat er geen strijd was tegen de koning, maar tegen de slechte, door hem gestuurde vertegenwoordigers, verklaarden de Staten-Generaal nu dat hun vorst, Filips II, hun vrijheden en rechten had geschonden en verklaarden hem daarmee vervallen van de troon. De monarchomachen stonden niet alleen in de opstandige gebieden. Mariana (1536–1624) was een Spaanse jezuïtische priester die in De rege et regis institutione (1598) bevestigend antwoordde op de vraag of een tiran gedood mocht worden. De jezuïten namen onder generaal-overste Aquaviva afstand van dit werk.
Tegenover de monarchomachen stonden wat later de absolutisten zouden worden genoemd, waarvan de katholieke Bodin (1530-1596) de belangrijkste vertegenwoordiger was met Les Six Livres de la République (1576). In dit werk introduceerde hij het begrip soevereiniteit. Hiermee legde Bodin de basis voor de theoretische grondslag van het absolutisme en het moderne staatsgezag en daarmee een belangrijke overgang van de Middeleeuwen en de Moderne Tijd.

De uitwerking van het begrip soevereiniteit door Bodin moet begrepen worden tegen de achtergrond van de hugenotenoorlogen. Om vrede en rust terug te brengen in de samenleving, meende Bodin net als Machiavelli (1469–1527) dat een sterk gezag nodig was. Voor Bodin was dit de Franse koning die daartoe de absolute macht moest hebben, analoog aan de pauselijke plenitudo potestatis. Hij ging daarom in tegen de beperking van de koninklijke macht die de monarchomachen voor ogen hadden. Bodin stelde daar tegenover dat soevereiniteit de absolute en eeuwige kracht van een staat is. Absoluut stond hier voor de ondeelbare macht, niet beperkt door een extern hoger gezag of gedeeld met interne lagere instellingen. Eeuwig of onvervreemdbaar hield in dat lagere instellingen wel uitvoering konden geven aan zijn macht – door recht te spreken, ambtenaren te benoemen en belastingen te heffen – maar deze bevoegdheden zijn steeds herroepbaar. Opmerkelijk is dat Bodin de soevereiniteit niet probeerde te legitimeren met verdragen of principes als het droit divin, het goddelijk recht dat vorsten zouden hebben. Bodin behoorde daarmee tot de politiques die een sterk centraal gezag nodig achtten om een einde te maken aan het geweld. Zij vestigden daarbij hun hoop op de monarchie en waren bereid met mensen van een andere gezindte samen te leven zolang deze de wet naleefden en de koning gehoorzaamden.

De term monarchomachen komt uit De Regno et Regali Potestate (1600) van de katholieke Barclay (1546–1608), een Schotse jurist die een belangrijk apologist was van de rechten van koningen. In zeer uitzonderlijke gevallen, bij wreedaardige tirannie, zag hij echter een recht van zelfverdediging, zonder dat men evenwel wraak mocht nemen op de koning.
Naast Luther en Calvijn was een belangrijke stroming die van de anabaptisten of dopers. De letterlijke interpretatie van de Bergrede, uiteengezet in de Belijdenis van Schleitheim (1527), maakte onder meer dat zij weigerden om de eed af te leggen en geweld te gebruiken. Dit bracht hen in conflict met overheden, waartegen hun verzet vanuit hun overtuigingen passief was, al was er een kortstondige periode van revolutionair anabaptisme.

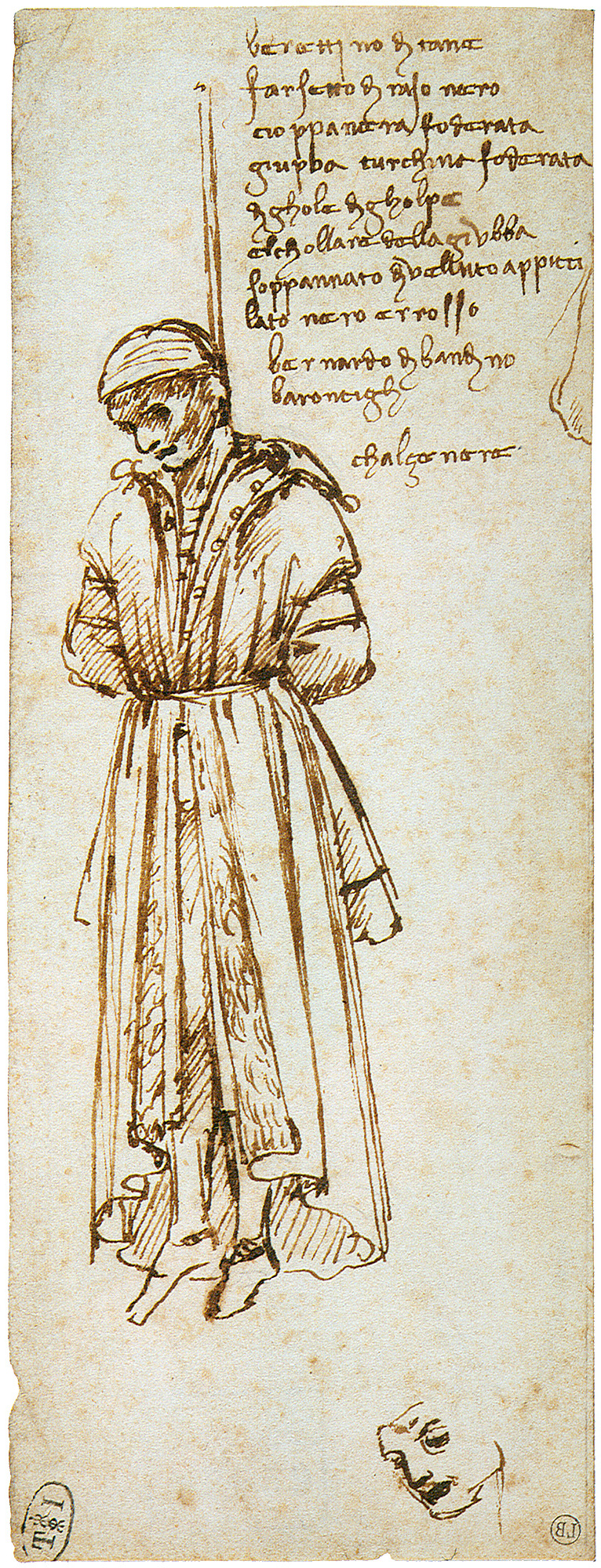
Ophanging van Bandini, Leonardo da Vinci (1479). Machiavelli waarschuwde voor de grote kans dat samenzweringen zouden mislukken, zoals bij de Pazzi-samenzwering van 1478

Naast de vele godsdienstige werken staat het werk van de humanistische Machiavelli. Zijn nadruk lag meer op de praktische uitvoering dan op een abstract ideaal en zocht daarbij geen aansluiting bij de Bijbel, maar bij de de klassieken. Deze leefde in het Italië waar de steden veel macht hadden verkregen, omdat zij middels hun coniuratio of gezworen gemeenschap in staat waren geweest hun heer af te zweren. Dit had veel strijd tussen de steden tot gevolg waarbij de grote families elkaar in bloedige vendetta’s bestreden, zoals tussen de Guelfi en de Ghibellini. Machiavelli zag ook de chaos van de Italiaanse Oorlogen (1494-1559) en streefde daarom naar een terugkeer van effectief bestuur, zoals onder de Romeinse Republiek beschreven door Livius (59 v.Chr.-17 n.C.). In Discorsi sopra la prima deca di Tito Livio (1519) komt zijn afkeer van tirannie naar voren. Hij waarschuwt ook voor de gevaren van samenzweringen tegen de vorst, die veelal gedoemd zijn te mislukken. Tegelijk leest dit als een handleiding om deze wel te laten slagen. Ook in Istorie fiorentine (1525) waarschuwt hij hoe samenzweringen kunnen mislukken met een beschrijving van de Pazzi-samenzwering (1478) die het tegenovergestelde bereikte van wat er beoogd werd en juist de macht van Lorenzo I de' Medici (1449–1492) verstevigde. Zijn gespletenheid of juist zijn realisme komt naar voren in Il Principe (1532) waarin hij op zoek was naar een principe nuovo (nieuwe vorst) om de vreemdelingen te verdrijven en Italië te herenigen. Ondanks zijn voorkeur voor de republiek beschreef hij hier hoe een vorst aan de macht kon komen en deze kon behouden op tirannieke wijze.
De reformatie en de daaropvolgende godsdienstoorlogen betekenden het definitieve einde van het ideaal van de res publica christiana, de christelijke staat waarin keizer en paus samenwerkten. Hoewel dit met de banale revolutie en de investituurstrijd tussen keizer en paus al langer onder druk stond, maakte het einde van de geloofseenheid in Europa de weg vrij voor de soevereine staat. Gedurende deze crisis werd gezocht naar een nieuwe legitimatie van het gezag en ontstond de verdragstheorie. Hierbij zou, veelal impliciet, een hypothetisch sociaal contract zijn aangegaan tussen staat en individu waarbij die laatste afstand deed van bepaalde vrijheden in ruil voor bescherming.
De worsteling van protestanten met opstand kwam ook naar voren in de Heidelbergse Catechismus uit 1563. In Zondag 39 wordt gesteld dat het vijfde gebod niet alleen gehoorzaamheid aan de ouders vraagt, maar aan ieder gezag dat is aangesteld over iemand. Ook Grotius (1583–1645) was geen voorstander van het recht van opstand. Hij leefde tijdens de Tachtigjarige Oorlog (1568-1648), maar de afscheiding van Spanje was meer een gegeven dan de interne strijd in de Republiek. Hij was daarbij aanhanger van het arminianisme, ook wel de remonstranten of rekkelijken genoemd. Tijdens het Twaalfjarig Bestand (1609-1621) kwamen de remonstranten in conflict met de contraremonstranten over de leer van de predestinatie. Dit conflict dreigde de staatsinvloed op de kerk te verminderen, waarop raadpensionaris van de Staten-Generaal Oldenbarnevelt (1547–1619) partij koos voor de remonstranten. Dit mondde uit in een tegenstelling tussen de staatsen en de orangisten. Als medestander van Oldenbarnevelt was Grotius van mening waren dat de staat het hoogste gezag was, en dus boven de kerk stond. Het pleit werd gewonnen door prins Maurits en Grotius kreeg ter eeuwige gevangenisse. In 1621 wist hij te ontsnappen uit Loevestein. In Frankrijk schreef hij daarna De iure belli ac pacis (Over het recht van oorlog en vrede, 1625) waarin hij in Boek 1 onder meer de vraag stelde wie het recht heeft om oorlog te voeren, waarbij in hoofdstuk 4 ook de vraag aan bod komt of onderdanen oorlog mogen voeren tegen hun eigen overheid. Allereerst stelt hij dat men geen bevelen moet gehoorzamen die ingaan tegen het natuurrecht of de goddelijke wet. Daarbij beroept hij zich op de apostelen en Plato. Ongehoorzaamheid is echter iets anders dan actief verzet, wat volgens Grotius niet is toegestaan. Zelfs als de ongehoorzaamheid resulteert in geweld tegen de onderdaan, zal deze dit moeten ondergaan. Dit ondanks het natuurrecht dan eenieder het recht geeft om weerstand te bieden. Zodra de burgergemeenschap werd ingesteld, gold namelijk dat deze een hoger recht bezat om zo het algemene doel van de burgergemeenschap te bereiken, namelijk de publieke veiligheid waarmee een situatie moet worden voorkomen van complete anarchie zoals ook Hobbes vreesde. Zo haalt hij Favorinus (ca. 85 - 160) aan:
Een burgeroorlog is nog slechter dan een illegitieme dwingelandij.
Grotius wijst ook de stelling van de monarchomachen af dat lagere gezagdragers wel weerstand zouden mogen bieden tegen de hoogste macht. Zelfs in het geval van de hoogste nood wijst hij weerstand tegen de hoogste macht af en moet men eerder vluchten. Alleen bij zeer acuut gevaar is in hoge uitzondering zelfverdediging toegestaan, waarbij wel de koning gespaard moet worden. Er zijn echter zeven bijzondere gevallen waarin deze wet niet geldt, zoals wanneer een vorst ondergeschikt is aan het volk, wanneer deze de heerschappij heeft opgegeven, wanneer deze de macht wil vervreemden, wanneer deze uit is op de ondergang van het hele volk, wanneer het koningschap vervalt, wanneer de koning slechts een deel van de hoogste macht heeft en wanneer er een bedongen recht is om weerstand te bieden. Daarnaast geldt de vreemde bezetter, waaraan wel weerstand geboden mag worden, tenzij hiermee groter onheil ontstaat.

### Atlantische revoluties

Declaration of Independence, John Trumbull, 1817.
De Amerikaanse Revolutie was de eerste van een serie liberale of Atlantische revoluties die meer macht aan het volk gaven. Het volk betrof overigens slechts de gegoede burgerij, over het algemeen vielen arbeiders, vrouwen en slaven daarbuiten

In een zoektocht naar rechtvaardiging was het begrip soevereiniteit aan de nodige verandering onderhevig. Na de reformatie waren het vooral Hobbes (1588–1679), Locke (1632–1704) en Rousseau (1712-1778) die hieraan bijdroegen met het idee van een sociaal contract tussen volk en heerser waarop de volkssoevereiniteit gebaseerd was. Deze ideeën zouden belangrijk blijken in wat Godechot de Atlantische revoluties noemde. Waar het eerder naast de religieuze motieven nog vooral ging om een terugkeer naar de adellijke privileges en particularistische tendensen, kwam de nadruk nu te liggen op het volk. Daarbij dacht men dan wel aan de gegoede burgerij, over het algemeen vielen arbeiders, vrouwen en slaven daarbuiten.
Ook Engeland kende een traditie van legitimatie van gezag of juist de opstand daartegen. Zo was Killing No Murder (1657) een verhandeling over het recht om Cromwell te doden. Hobbes – die het werk van Bodin goed kende – schreef in de tijd van de Engelse Burgeroorlog (1642–1645 en 1648–1649). In Leviathan (1651) stelde hij dat de natuurtoestand (status hominum naturalis) een situatie was waarin iedereen totaal vrij was zonder wetten, maar waar de mens elke dag de dood vreest. In deze oorlog van allen tegen allen (bellum omnium in omnes) gold wat Hobbes in zijn eerdere werk De Cive (1642) had genoemd homo homini lupus est (Latijn: 'de mens is voor andere mensen een wolf'). De enige manier om dit te doorbreken, is door middel van een sociaal contract. Hierbij worden de geweldsmiddelen overgedragen aan een superieure macht, de Leviathan. Deze soeverein heerst voor ieders bestwil over de burgers die deze in eerste instantie hebben gekozen. Zolang deze de burgers bescherming kan bieden, kan deze niet meer afgezet worden. Om terugkeer naar de natuurtoestand te voorkomen, hebben burgers namelijk de plicht om te gehoorzamen.
Spinoza (1632–1677) schreef zijn Tractatus theologico-politicus (1670) ten tijde van het eerste stadhouderloze tijdperk (1650-1672). In die periode nam de druk van de orangisten op de staatsen toe en in dat licht spreekt hij zich uit tegen het recht van opstand en voor behoud van de status quo. In navolging van Machiavelli zag hij tirannenmoord als zinloos, omdat dit wel de tiran, maar niet de tirannie kon verwijderen. Het gevaar van anarchie is dusdanig groot, dat het gezag in stand moet worden gehouden.
Van Locke kwam de filosofische onderbouwing voor het recht van opstand waarbij hij in Two Treatises of Government allereerst stelde over slavernij:
Het is de natuurlijke vrijheid van de mens vrij te zijn van enige hogere macht op aarde, en niet onderworpen te zijn aan de wil of het wetgevend gezag van mensen, maar alleen de natuurwet als regel te hebben. De vrijheid van de mens in de samenleving is onderworpen te zijn aan geen andere wetgevende macht dan die door instemming is gevestigd in het gemenebest, noch onder de heerschappij te staan van enige wil of de beperking van enige wet, buiten hetgeen de wetgevende macht overeenkomstig het verleende vertrouwen zal bepalen.

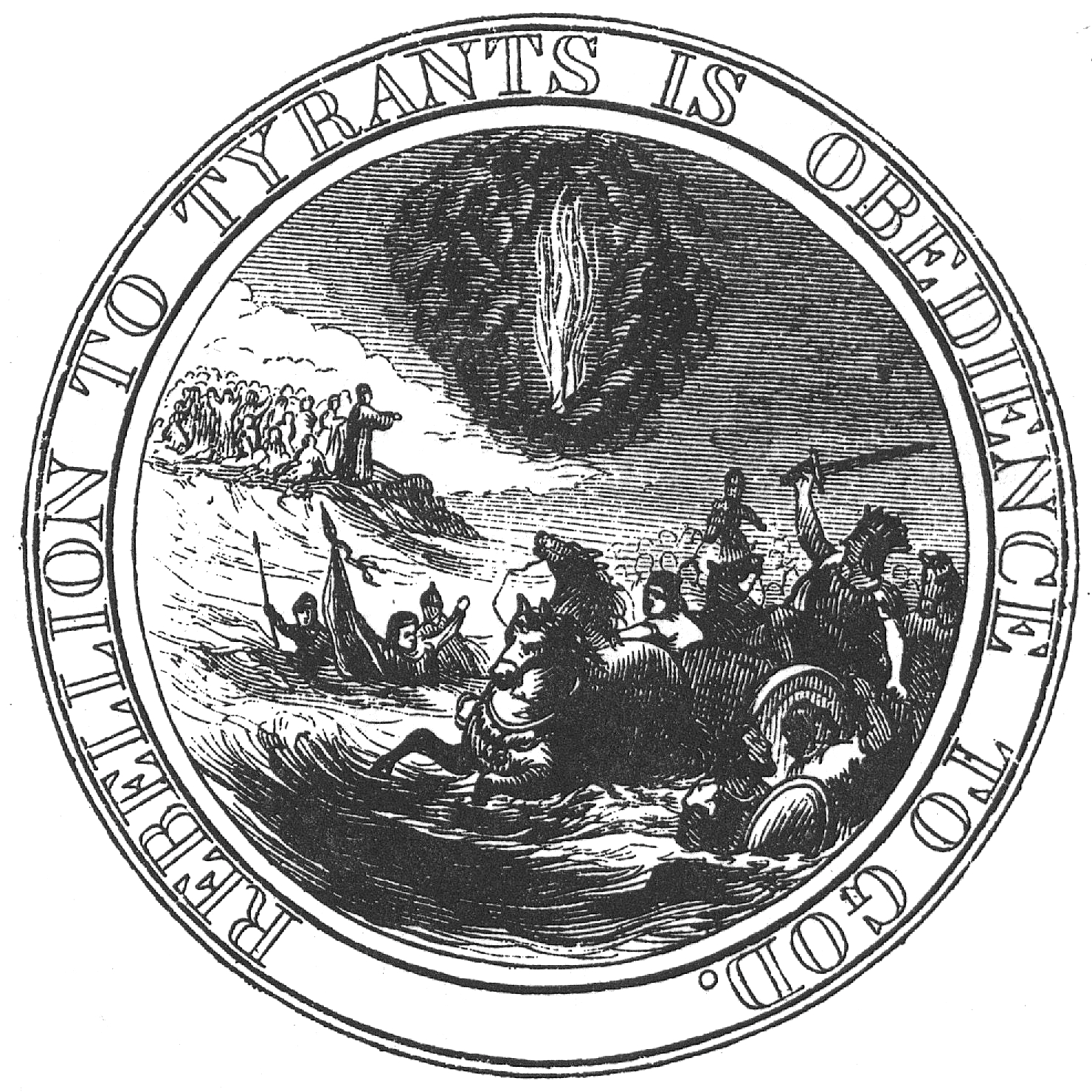
Voorstel van Franklin voor het grootzegel van de Verenigde Staten met als tekst:
Rebellion to Tyrants is Obedience to God.

Verder gold voor Locke dat het sociaal contract juist de basis was van de regeringsmacht. Dit maakte dat zodra een regering dit schond en zich dus niet meer op de volkswil kon beroepen, opstand en burgerlijke ongehoorzaamheid gelegitimeerd waren. Waar Hobbes een legitimatie bood voor absolutisten en dictaturen, gold Locke als inspiratie voor vrijheidsbewegingen, zoals de Amerikaanse Onafhankelijkheidsoorlog. Die opstand vond daarnaast zijn rechtvaardiging onder meer in het pamflet Common Sense uit 1776. In de Amerikaanse Onafhankelijkheidsverklaring van 1776 is te lezen dat het recht van opstand niet snel ingeroepen wordt, maar dat het wel degelijk het recht is van een volk dat niet gehoord wordt:
That whenever any Form of Government becomes destructive of these ends, it is the Right of the People to alter or to abolish it, and to institute new Government, laying its foundation on such principles and organizing its powers in such form, as to them shall seem most likely to effect their Safety and Happiness. Prudence, indeed, will dictate that Governments long established should not be changed for light and transient causes; and accordingly all experience hath shewn, that mankind are more disposed to suffer, while evils are sufferable, than to right themselves by abolishing the forms to which they are accustomed. But when a long train of abuses and usurpations, pursuing invariably the same Object evinces a design to reduce them under absolute Despotism, it is their right, it is their duty, to throw off such Government, and to provide new Guards for their future security.
Voor Thomas Jefferson (1743–1826) was regelmatige opstand zelfs een belangrijke voorwaarde voor goed bestuur:
God forbid we should ever be 20 years without such a rebellion. [...] [W]hat country can preserve it's liberties if their rulers are not warned from time to time that their people preserve the spirit of resistance? Let them take arms. The remedy is to set them right as to facts, pardon & pacify them. What signify a few lives lost in a century or two? The tree of liberty must be refreshed from time to time with the blood of patriots & tyrants. It is it's natural manure.
Problematisch bij Locke was nog dat bij hem gehoorzaamheid volgde uit het gezag. Hume (1711-1776) loste dat op door dit om te draaien en te stellen dat gezag op gehoorzaamheid berust.
Rousseau ging uit van wat hij algemene wil (volonté générale) noemde. Deze staat tegenover de volonté de tous, de wil van alle individuen, die ondergeschikt is aan de algemene wil. Wie daar niet in meegaat, moet daartoe gedwongen worden. Rousseau stelde dat men daarmee wilsvrijheid bereikte. Niet de individuele vrijheid voor eenieder te doen en laten wat men wil, maar een vrijheid van de willekeur van anderen. Hierbij is men vrij om als gemeenschap een keuze te maken zonder de tirannie van de meerderheid.
Problematisch daarbij is dat het op die manier ook gebruikt kon worden als legitimatie voor geweld, zoals gedurende de Terreur tijdens de Franse Revolutie (1789–1799). Deze terreur vond niet plaats met een beroep op een opperwezen, maar zij was volgens Robespierre de verdediging van de door de volkswil gewenste revolutie. In een toespraak tijdens de Nationale Conventie op 5 februari 1794 stelde hij dat de Terreur een deugd was:
Indien in vredestijd de deugd de beweegreden van de regering is, dan is die beweegreden in een tijd van revolutie tegelijk de deugd en de terreur: terreur is niets anders dan snelle, strenge en onwrikbare gerechtigheid. De terreur komt daarom voort uit de deugd en is het resultaat van de toepassing van het beginsel van de democratie voor de dringende noden van het land.
In de Franse grondwet van 1793 werd het recht en zelfs plicht tot opstand genoemd in artikel 35:
Als de regering de rechten van het volk verkracht, is opstand een heilige en absolute plicht voor het volk en elk deel van het volk.
Dat weerhield de jonge Republiek er niet van om de opstand in de Vendée (1793-1796) neer te slaan met zeer veel geweld. Tijdens wat door de republikeinen werd afgeschilderd als een contrarevolutie vielen mogelijk meer dan 200.000 doden.
Naast Rousseau waren de ideeën van Montesquieu (1689–1755) van grote invloed op de Revolutie en dan vooral Over de geest van de wetten (1748). De aristocratische Montesquieu had grote kritiek op de excessen van het absolutisme, wat hij aanduidde als despotisme. Dit zou beteugeld moeten worden door de scheiding der machten in een wetgevende, een uitvoerende en een rechtsprekende macht. Hoewel Montesquieu een groot tegenstander van het despotisme was, was hij overigens opvallend stil over het recht van opstand.

### Moderne Tijd
Achenwall (1719-1772) stelde dat opstand gerechtvaardigd is als het gevaar daarvan minder is dan het onrecht van de heerser. Kant (1724-1804) was tegenstrijdig over opstanden. Hij zette zich enerzijds af tegen Achenwall en stelde dat opstand verboden is, omdat er zonder gehoorzaamheid geen recht is. Zodra een opstand echter een nieuwe regering en nieuwe grondwet heeft voortgebracht, heeft deze volgens Kant het wettelijke gezag en mag deze niet omvergeworpen worden.
Tegen het wetgevende staatshoofd is er dus geen legitiem verzet van het volk; want alleen door onderwerping aan zijn algemeen-wetgevende wil is een rechtstoestand mogelijk; dus geen recht van opstand (seditio), nog minder van opruiing (rebellio), het minst van al tegen hem, als een enkel persoon (vorst), onder het voorwendsel van misbruik van zijn macht (tirannie), overtreding tegen zijn persoon, zelfs zijn leven (monarchomachismus sub specie tyrannicidii). De geringste poging hiertoe is hoogverraad (proditio eminens), en de verrader van dit soort kan als iemand, die probeerde zijn vaderland te doden (parricida), niet minder dan met de doodstraf bestraft worden.
Daarmee lijkt hij vooruit te lopen op het latere rechtspositivisme van Bentham (1748-1832) en Austin (1790-1859).

Opmerkelijk is echter dat hij grote bewondering had voor de Amerikaanse en Franse Revolutie. Zelfs de Terreur bracht hem hier niet vanaf, zodat hij ook wel de 'oude jakobijn' werd genoemd. Hiermee lijkt hij weer meer aan te sluiten bij het natuurrecht. Hij lijkt echter de voorkeur te hebben gegeven aan een geleidelijke, evolutionaire overgang waarbij hij in Beantwortung der Frage: Was ist Aufklärung? (1784) Horatius' uitspraak Sapere aude! (Durf te weten!) zag als motto van de verlichting waarmee een einde moest komen aan het dogmatische autoriteitsgeloof.
Tocqueville (1805–1859) gaf in De la démocratie en Amérique (1835-1840) blijk van een grote bewondering voor de democratie, maar waarschuwde voor keerzijdes, zoals de spanning tussen vrijheid en gelijkheid, de tirannie van de meerderheid en de mogelijkheid dat een democratie zichzelf democratisch kan opheffen. In L'Ancien Régime et la Révolution (1856) zag hij de Franse Revolutie waarmee de middenklasse aan de macht was gekomen niet als eindpunt. Revoluties zouden ook niet betekenen dat er meer vrijheid zou komen, aangezien de staat na de strijd veelal meer macht naar zich toetrok, ook in een democratie. Hij zag daarbij centralisatie en industriële imperia als grootste gevaren, omdat deze tot een nieuwe vorm van despotisme zouden kunnen leiden.
Bij Marx (1818–1883) lijkt het idealistische standpunt een extreem bereikt te hebben. De ontwrichtende gevolgen lijken voor lief genomen te worden om het gedane onrecht maar ongedaan te kunnen maken. Marx schreef in een tijd waarin de industriële revolutie met een politiek van laisser faire en daarmee hard kapitalisme domineerde. Regelgeving was in nachtwakersstaten tot een minimum beperkt, met een fabriekssysteem met excessen als kinderarbeid en slechte arbeidsomstandigheden tot gevolg. De verstedelijking maakte daarbij ook de onderste sociale lagen van de samenleving zichtbaar als arbeidersklasse. Hieruit ontstond een arbeidersbeweging die zich afzette tegen de bourgeoisie. In 1848 verscheen van Marx en Engels (1820-1895) het Communistisch Manifest en daarna van Marx het beroemde Das Kapital (1867-1894). Zij voorzagen een wereldrevolutie waarbij de klassenstrijd beslecht zou worden door het kapitalisme omver te werpen en te vervangen door een socialistische samenleving onder een dictatuur van het proletariaat. Uiteindelijk zou dit leiden tot nog een ander maatschappelijk stadium, het communisme. In de twintigste eeuw kwamen zo revolutionair socialistische regeringen aan de macht in een aantal landen, zoals de Sovjet-Unie en de Volksrepubliek China.
In de westerse wereld kregen de ideeën van Marx en Engels echter weinig voet aan de grond. De overtuiging werd steeds meer dat binnen een constitutionele staat of rechtsstaat de rechten van de burgers voldoende gewaarborgd waren, zodat een recht van opstand overbodig was geworden:
Der Staat ist uns die höchste Macht im menschlichen Gemeinschaftsleben, eine auf sich selbst gestelte Herrschergewalt, die von keiner anderen Macht abgeleitet ist. Im modernen Staat ist aber diese Herrschermacht 'in das Recht gestellt', ihre wirkungen geschehen im Rahmen der Rechtsordnung, der Staat ist Rechtsstaat. Daher würde für den modernen Staat die Anerkennung eines Volkswiderstandsrechtes den rechtlichen Verzicht auf die Wahrung seiner Herrschermacht bedeuten, also eine Selbstentäußerung seines Wesens. Wolzendorff (1916): Staatsrecht und Naturrecht
Dat iets wat legaal of rechtmatig is, ook legitiem is, kwam echter onder druk te staan, omdat ook in de moderne staat de vraag gesteld kon worden in hoeverre het recht en het parlement voldoende in staat zijn om de burger te beschermen. Zo werden de rechten van burgers sterk beperkt onder het Scheinkonstitutionalismus van Bismarck (1815–1898). Met de Sozialistengesetz (1878) werden socialistische en sociaaldemocratische partijen verboden in het Duitse Keizerrijk. De opkomst van het fascisme en de Tweede Wereldoorlog brachten dit probleem nog sterker naar voren. Hierbij waren fascistische partijen op min of meer legale gronden aan de macht gekomen, waarna de rechten van de burgers sterk werden ingeperkt.
De Duitse rechtsgeleerde Radbruch (1878-1949) had de sterke overtuiging dat positief recht voor ging op natuurrecht. Dit, omdat natuurrecht problematisch is, aangezien zelfs zogenaamde fundamentele waarden en normen niet collectief gelden, maar kunnen conflicteren en zelfs tegengesteld zijn. Daarmee is vanuit natuurrecht het dynamische, veranderlijke karakter van recht ook moeilijk te begrijpen, aangezien waarden en normen niet alleen verschillen per gebied, maar ook in de tijd. De rechtszekerheid zou hiermee geweld aangedaan worden.

Rechtszekerheid is echter niet het enige van belang in het recht. Ook rechtvaardigheid is van belang en dit is problematisch voor het rechtspositivisme door het ontbreken van een verband tussen recht en de in een samenleving geldende waarden en normen. De rechtszekerheid vereist dat ook de regels van een dictatuur gehoorzaamd dienen te worden, hoe onrechtvaardig deze ook lijken te zijn. Na de gruwelen van de Tweede Wereldoorlog zocht Radbruch dan ook naar een minder scherpe scheiding tussen moraal en recht. Dit was de zogenaamde Radbruchformule waarmee hij alsnog rechtvaardigheid introduceerde als de kloof tussen gerechtigheid en rechtszekerheid onverdraaglijk groot wordt. Hij sprak van wettelijk onrecht en bovenwettelijk recht:
Het conflict tussen de gerechtigheid en de rechtszekerheid zou zo opgelost kunnen worden, dat het positieve recht dat door uitvaardiging en macht zeker gesteld is voorrang heeft, ook indien het naar de inhoud onrechtvaardig en ondoelmatig is, tenzij de tegenspraak van de positieve wet met de gerechtigheid zo onverdraaglijk groot wordt, dat de wet als 'onjuist recht' voor de gerechtigheid moet wijken. Het is onmogelijk een scherpe lijn te trekken tussen de gevallen van wettelijk onrecht en de wetten die ondanks hun onjuiste inhoud toch gelden; maar een andere grens kan wel heel scherp getrokken worden: waar niet eens naar gerechtigheid gestreefd wordt, waar de gelijkheid die de kern van de gerechtigheid uitmaakt, bij het uitvaardigen van het positieve recht bewust ontkend wordt, daar is de wet niet alleen maar 'onjuist recht', maar daar ontbreekt het rechtskarakter er volstrekt aan. Want recht, ook positief recht, kan niet anders gedefinieerd worden dan als ordening en normering die bestemd is de gerechtigheid te dienen.
Opmerkelijk is dat het begrip van recht van opstand bij recente belangrijke politieke filosofen niet meer ter sprake komt, zoals bij Rawls in A Theory of Justice (1971) en Robert Nozick in Anarchy, the State and Utopia (1974).

### Islam
In de islam werd het recht van opstand van oudsher afgewezen. Legitieme opstand werd veelal gezien als baghy, maar ondanks de gegronde redenen werd dit sterk ontmoedigd in het klassieke en middeleeuwse islamitische recht. Een opstand zonder gegronde redenen werd verworpen als terrorisme of hirabah. Dit veranderde vanaf de achttiende eeuw toen gezocht werd naar legitimatie van de strijd tegen het westerse kolonialisme. Deze werd gevonden in de jihad. Daartoe werd teruggegrepen op de veertiende-eeuwse Ahmad ibn Tajmijja die opstand tegen de islamitische Mongolen had gerechtvaardigd door te stellen dat deze weliswaar stelden bekeerd te zijn tot de islam, maar in werkelijkheid vast zouden houden aan hun jahiliyya, de oude gewoonten van voor de bekering. Daarmee werd jihad tegen de Mongolen volgens Tajmijja een heilige plicht. Tajmijja behoorde tot de Hanbali-school, de kleinste en strengste van de vier traditionele soennitische scholen voor islamitische jurisprudentie. In de achttiende eeuw werd deze school echter van meer belang, doordat deze van grote invloed was op het wahabisme/salafisme dat vooral groeide onder invloed van het Saoedische koningshuis.
In de twintigste eeuw ontwikkelde het begrip jihad zich onder invloed van het islamisme tot een heilige strijd die onder voorwaarden ook tegen andere moslims gevoerd mocht worden. Hassan al-Banna richtte in 1928 de Moslimbroederschap op als reactie op de Britse bezetting van Egypte en de seculaire houding van de regerende Wafd-partij. Al-Banna stelde in Risalat al-jihad dat moslims de plicht hadden  om zich tegen de onderdrukking te verzetten om op die manier vrede (salaam) te bereiken. Die rechtvaardige oorlog moest dan wel aan zekere voorwaarden voldoen.
Een andere belangrijke islamist was Abul Ala Maududi die in Brits-Indië in 1941 mede-oprichter was van Jamaat-e-Islami die de vorming van een islamitische staat voorstond, geregeerd door de sharia en bereikt via de jihad, zowel militair als niet-militair. Omdat deze strijd de mensheid ten goede zou komen, vond Maududi deze niet te vergelijken met normale oorlogen.
Maududi was van grote invloed op de Egyptische Said Qutb, een belangrijke ideoloog van de Moslimbroederschap. Qutb stond takfir voor, de excommunicatie tot ongelovige of kafir van moslims die vasthouden aan jahiliyya. Dit maakt de weg vrij om geweld te gebruiken tegen hen en zo riep hij op om in opstand te komen tegen Gamal Abdel Nasser. Zonder het expliciet te benoemen, draaide Qutb in zijn werk Ma'alim fi al-Tariq uit 1964 de rollen om van de innerlijke en uiterlijke jihad en maakte die laatste de grote jihad.
Qutb werd in 1966 opgehangen vanwege zijn vermeende betrokkenheid bij een moordaanslag op Nasser, wat hem voor onder meer Muhammad abd-al-Salam Faraj een martelaar maakte. Faraj zag de uiterlijke jihad als een fard 'ayn, een individuele verplichting voor elke moslim. Zo werd dit ook voor hem tegen de traditie in de grote jihad. Hoewel de vestiging van de staat Israël veel kwaad bloed had gezet in de islamitische wereld, legde Faraj de nadruk op het bestrijden van de nabije vijand, in zijn geval president Sadat die een geloofsafvallige zou zijn. Nadat Faraj werd geëxecuteerd vanwege zijn betrokkenheid bij de moord op Sadat werd Al-Farida al-gha'iba van Faraj gepubliceerd. Door selectief verzen uit de Koran en hadiths te citeren zoals het Zwaardvers omzeilde Faraj voorwaarden en beperkingen die elders in de Koran gesteld worden aan de jihad. Parallel aan de fatawa van Tajmijja over de vermeende afvalligheid van de Mongolen oordeelde Faraj over Sadat als een afvallige. Om de jihad op de gewenste schaal te kunnen voeren, is de slagkracht van een staat nodig en aangezien de Koran zich niet uitspreekt over overheidsvormen, deed Faraj een beroep op een enkele hadith die een kalifaat voorzag. Bij het ontbreken van een dergelijk kalifaat en daarmee de legitimatie voor een aanvallende jihad schetste Faraj de opstand tegen niet-moslims en vermeende afvalligen als een verdedigende jihad. De prioriteit lag bij het bestrijden van de nabije vijand, de afvalligen, en minder bij de verre vijand, zoals het Westen.
Ondanks de onderlinge strijd waren er veel overeenkomsten tussen deze soennitische activisten en sjiitische activisten als Khomeini. Khomeini zag de strijd tegen politieke tirannie eveneens als een plicht, waarbij hij imperialisten en onrechtvaardige regeringen als thaghoet bestempelde.
Ook Osama bin Laden zag het als een plicht om te strijden tegen afvallige moslims en ongelovigen, maar legde een grotere prioriteit bij de verre vijand. Zoals Samuel Huntington de wereld onderverdeelde in botsende beschavingen zag ook Bin Laden een onoverbrugbare kloof tussen de islamitische wereld en het Westen.

### Antikolonialisme
De onderdrukking van de lokale bevolking die gepaard ging met het westerse kolonialisme bracht een antikolonialistische tegenreactie teweeg. Een belangrijke ideoloog daarvan was Frantz Fanon. Geboren op Martinique wierp hij zich in Frankrijk op als pleitbezorger van de Algerijnse Revolutie. Fanon was een marxist maar zag in Les Damnés de la Terre (De verworpenen der aarde) een verschil tussen het westerse proletariaat en het equivalent daarvan in de koloniën. Waar het proletariaat in het Westen uitgebuit zou worden, zou deze in de koloniën juist een bevoorrechte klasse zijn, omdat zij in tegenstelling tot andere leden van de lokale bevolking onderdeel uitmaken van de koloniale economie. Ook zouden zij volgens Fanon maar 1% van de bevolking uitmaken. In Algerije waren het juist de boeren die de revolutie steunden, terwijl Marx die juist als conservatief zag, een lompenproletariaat zonder potentieel voor opstand. Volgens Fanon waren de boeren te organiseren volgens marxistische principes door onderduikers van de Front de libération nationale. Naast de marxistische organisatie zag Fanon spontaniteit als een belangrijke factor. Het lijkt echter dat hij, zelf niet gelovig, de invloed van de islam daarbij over het hoofd zag. Algerije kende een lange geschiedenis van opstanden, zoals onder de Darqawiyya en later onder Abd al-Kader, waarbij de islam met zijn decentrale structuur een belangrijke rol speelde. Het voorwoord was van Jean-Paul Sartre die daarin stelde dat het gebruik van geweld tegen de onderdrukkers de eigenwaarde van de onderdrukten herstelde doordat het de ontmenselijking door de onderdrukkers ongedaan maakt.
Fanon beïnvloedde op zijn beurt Ali Shariati, de ideoloog van de Iraanse Revolutie. Voor Shariati speelde naast het marxisme ook de islam een belangrijke rol. Waar volgens Fanon religie afgezworen moest worden in de strijd tegen het imperialisme, stelde Shariati dat juist eerst de culturele identiteit herwonnen moest worden, iets waar religie een belangrijke onderdeel van kon zijn.